# Perrier (Puy-de-Dôme)
Perrier ist eine französische Gemeinde mit 912 Einwohnern (Stand: 1. Januar 2022) im Département Puy-de-Dôme in der Region Auvergne-Rhône-Alpes (vor 2016 Auvergne). Sie gehört zum Arrondissement Issoire und zum Kanton Issoire. Die Einwohner werden Perrierois genannt.

## Geographie
Perrier liegt etwa 28 Kilometer südsüdöstlich von Clermont-Ferrand. Umgeben wird Perrier von den Nachbargemeinden Pardines im Norden und Nordwesten, Issoire im Osten, Solignat im Süden und Südwesten sowie Meilhaud im Westen.

## Bevölkerungsentwicklung
| Jahr                       | 1962 | 1968 | 1975 | 1982 | 1990 | 1999 | 2006 | 2013 |
| Einwohner                  | 608  | 685  | 739  | 767  | 727  | 775  | 820  | 881  |
| Quellen: Cassini und INSEE |      |      |      |      |      |      |      |      |

## Sehenswürdigkeiten
- romanische Kirche Saint-Pierre aus dem 12./13. Jahrhundert
- Wohnhöhlen

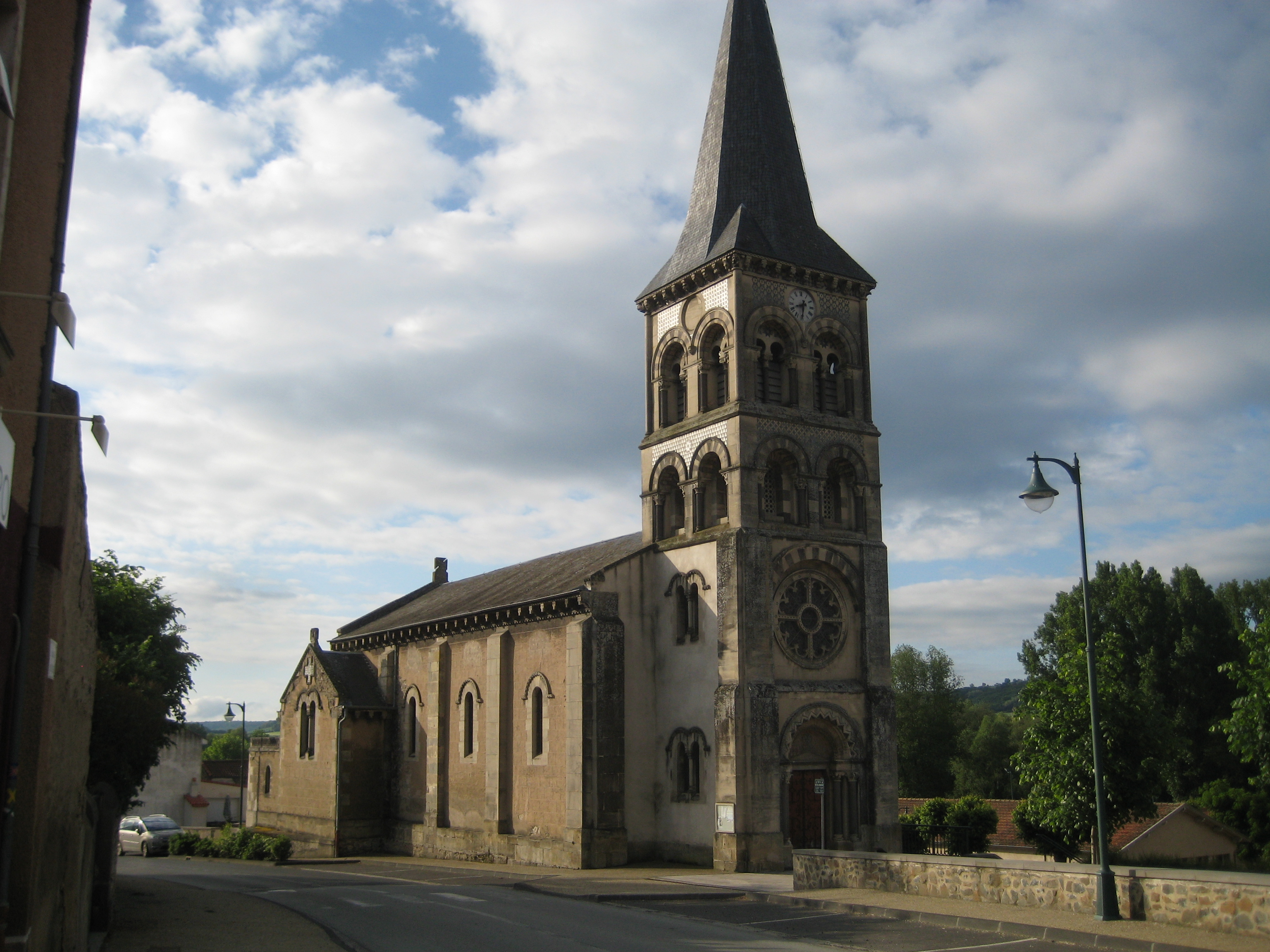
Kirche Saint-Pierre
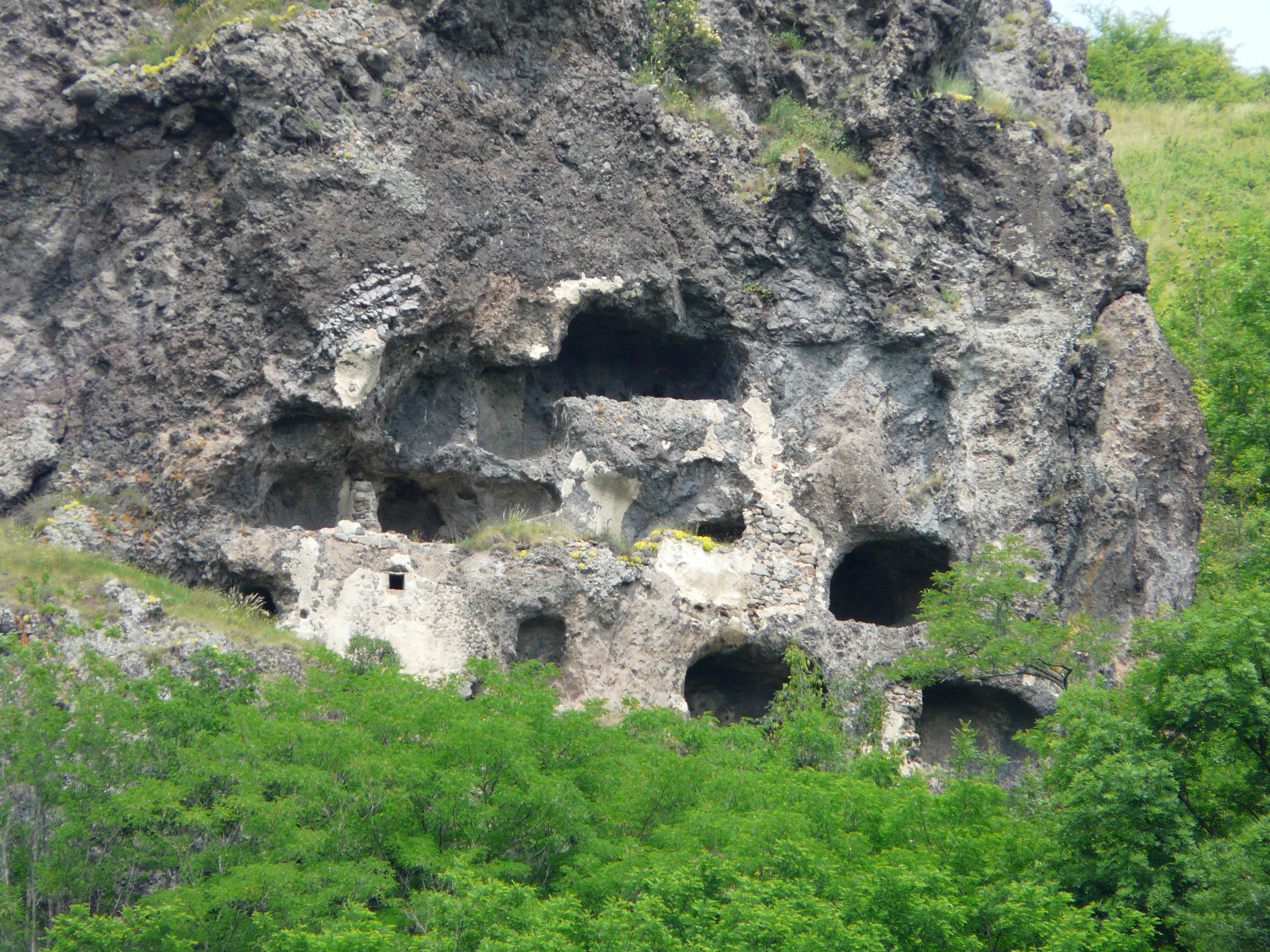
Wohnhöhlen
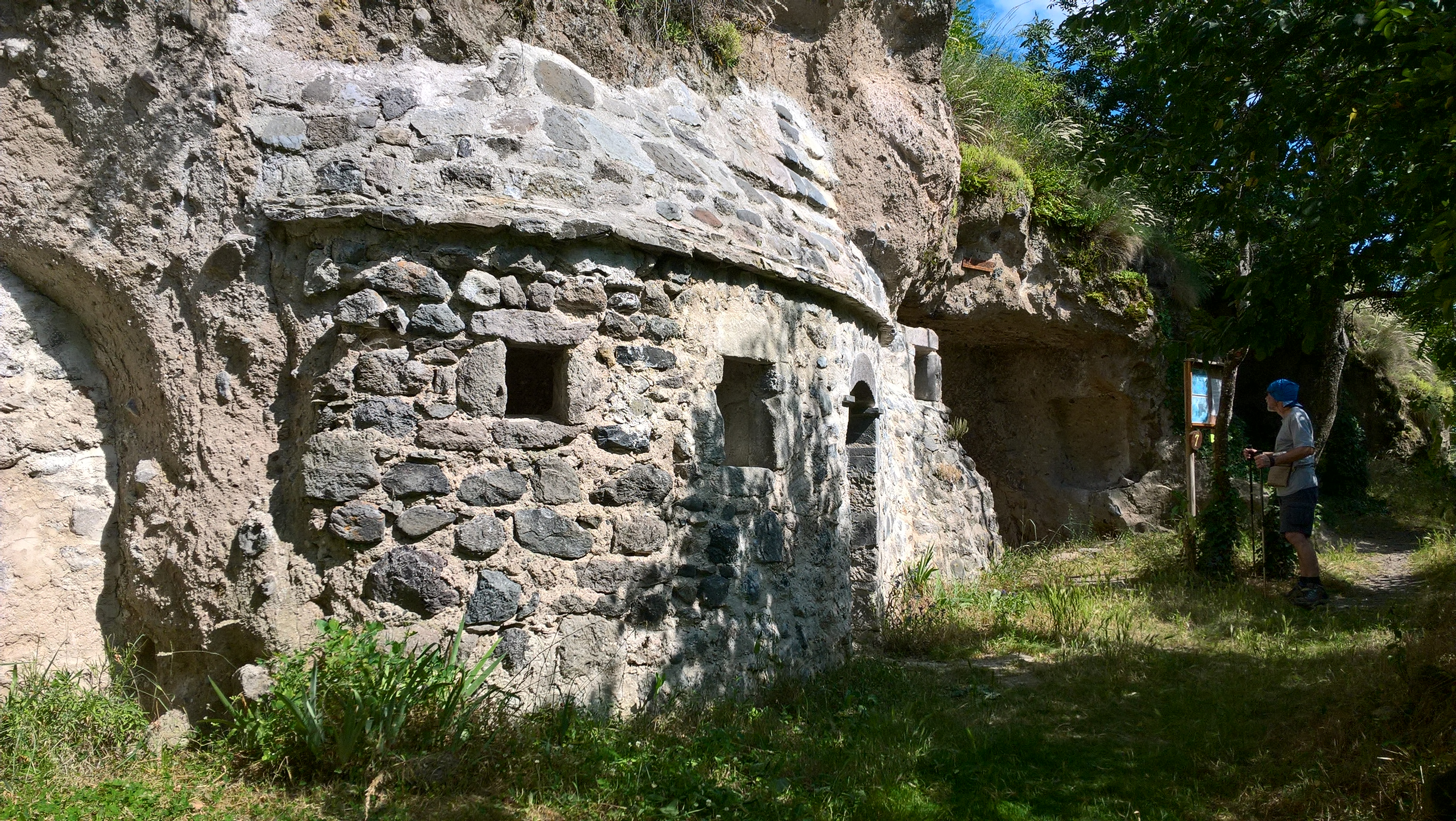
Wohnhöhle